# Andrea Kalavská
Andrea Kalavská nata Augustinová (Trenčín, 28 novembre 1977) è una politica slovacca.  Il 22 marzo 2018 è stata nominata ministra della Sanità nel Governo Pellegrini.